# Rodolphe Seeldrayers
Rodolphe William Seeldrayers (Düsseldorf, 16 de dezembro de 1876 — Bruxelas, 7 de outubro de 1955) foi um advogado e dirigente esportivo belga nascido na Alemanha, ligado à FIFA, sendo presidente da entidade entre 1954 e 1955.
Seeldrayers trabalhava em Bruxelas, capital da Bélgica, onde fixou residência até o seu falecimento, no dia 7 de outubro de 1955.
Em sua juventude, foi um esportista de sucesso, conquistado o Campeonato Belga com time da sua cidade, o Racing, que anos mais tarde, seria o presidente do clube.
Posteriormente, tornou-se administrador esportivo e ajudou a fundar a Federação Belga de Futebol, além de fazer parte do COI (Comitê Olímpico Internacional).
Na FIFA (Federação Internacional de Futebol Associado), foi vice-presidente por 27 anos antes de suceder em 1954, o pai da Copa do Mundo, Jules Rimet, considerado por muitos um grande amigo de Rodolphe. Assim, tornou-se o quarto presidente da Federação.
Estava na presidência durante a Copa do Mundo de 1954, na Suíça. Também presidiu as comemorações do 50º aniversário da entidade no mesmo ano.
Seu mandato se encerrou devido sua morte, em 1955. Então, o inglês Arthur Drewry, assumiu o posto da entidade máxima do futebol.

## ligações Externas
- http://terceirotempo.bol.uol.com.br/que-fim-levou/rodolphe-seeldrayers-5566